# Albrecht von Haller

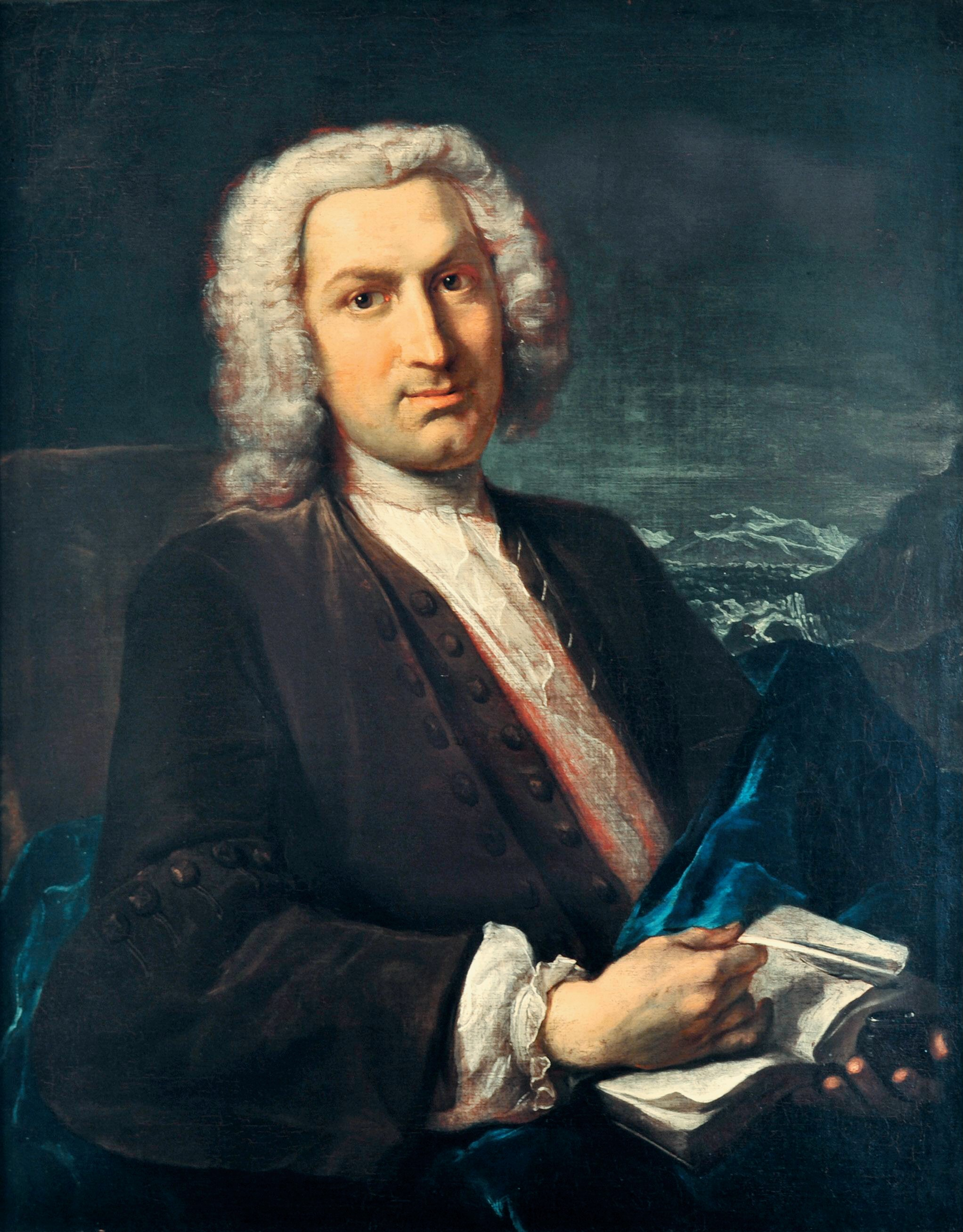
Albrecht Haller, Gemälde von Johann Rudolf Huber (1736)

Albrecht Viktor Haller (seit 1749 Albrecht von Haller, auch Albert de Haller, * 16. Oktober 1708 in Bern; † 12. Dezember 1777 ebenda) war ein Schweizer Mediziner und Universalgelehrter, insbesondere Naturforscher, der unter anderem als Begründer der modernen experimentellen Physiologie gilt und vor allem von Göttingen aus wirkte, sowie Dichter. Hallers botanisches Autorenkürzel lautet Haller.

## Leben

### Herkunft und Familie
Albrecht Haller entstammte einer Berner Patrizierfamilie, die seit 1548 zur Burgerschaft der Stadt Bern gehörte. Seine Eltern waren Niklaus Emanuel Haller (1672–1721), der unter dem Berner Landvogt Hieronymus Thormann (1658–1733) das Amt des Landschreibers innehatte, sowie dessen erste Ehefrau Anna Maria Engel (1681–1708). Sie war die Tochter von Johann Anton Engel (1658–1711), dieser war Schultheiss von Unterseen und Onkel von Samuel Engel. Dieser Vetter von Hallers Mutter war Landvogt, Ökonom und Geograph. Unterricht erhielt Albrecht, der dritte Sohn seines Vaters, von einem Hauslehrer, dem Neuenburger Theologen Abraham Baillod (1675–1751), der 1707/1708 wegen seiner Ablehnung der Eucharistie vom Pfarramt zurückgetreten war. Baillods pietistische Haltung dürfte Vater Haller zu seiner Einstellung bewogen haben, bewegte sich dieser doch ebenso unter seinem reformierten Dienstherrn in aufklärerischen Kreisen. Es ist heute weder bekannt, ob der Hauslehrer bei der Familie Haller wohnte, noch, ob der Vater seine Familie mit den drei Söhnen im Alter von damals fünf, zehn und dreizehn Jahren beim Amtswechsel nach Baden mitnahm.
Ebenso ungeklärt ist, wo Albrecht Haller aufgewachsen ist. Der Vater besass das Anwesen Hasligut am Bremgartenwald, knapp fünf Kilometer von Bern entfernt über die Aare, wo er die ersten Lebensjahre verbracht haben dürfte, doch bereits mit fünf Jahren könnte er nach Baden gezogen sein, weil der Vater dort die Stelle eines Landschreibers antrat. Weitere fünf Jahre später müsste er wieder im Berner Umfeld gewohnt haben, da sein nachweisbarer Schulbesuch an der Hohen Schule in Bern dies erforderlich machte. Mit dem Tod des Vaters 1721 endeten sowohl die Aufsicht des Hauslehrers als auch Albrechts Studienziel Theologie. Er hätte stattdessen in Bern Jurisprudenz durch Professor Johann Rudolf von Waldkirch (1678–1757) – 1726 bekleidete er das Amt des Rektors an der Universität Basel – hören können, doch daran fand der Jüngling kein Gefallen. Stattdessen «übte er sich […] meistens in der Poesie und der Historie» und «bekame endlich Anmuthung zu der Arzney-Kunst, und ward von seinen Verwandten zu Johann Rudolf Neuhaus (1652–1724), dem Bruder seiner Stiefmutter Salome Neuhaus (1664–1732), die sein Vater 1713 geheiratet hatte, nach Biel zur Unterweisung geschikt […]». Albrecht kannte Johann Rudolf Neuhaus junior (1701–1770) aus deren gemeinsamer Schulzeit in Bern. Dieser war bereits ab 1716 Student an der Berner Hohen Schule. Tatsächlich widmete sich der Schüler Haller ganz der Dichtkunst und den alten Sprachen.
Es sind die verwandtschaftlichen Verhältnisse, die Haller vor seinen Auslandsstudien in Tübingen und Leiden für ein Jahr nach Biel geführt haben dürften. Neben der Herkunft seiner Mutter gab es auch über den Vater genealogische Beziehungen zur Patrizierfamilie Wyttenbach, die Anfang des 16. Jahrhunderts nach Biel gekommen war. Dort müsste sein Entschluss, Naturwissenschaften und Medizin zu studieren, gereift sein. Er wurde von Johann Rudolf Neuhaus junior und einem weiteren Berner, Samuel Wyttenbach, auf das Medizinstudium im Ausland vorbereitet. «In diesem Umfeld kam der Dreizehnjährige erstmals mit dem Arztberuf und der Medizin in Berührung. Gegen die cartesianische Naturphilosophie, die ihn der alte Neuhaus studieren liess, habe er eine lebhafte Abneigung gefasst, aber für die Medizin und die künftige Laufbahn wurde im Bieler Arzthaus die Grundlage gelegt.»
Albrecht Haller war ein Schwiegersohn des Anatomen Hermann Friedrich Teichmeyer und Grossvater des Schweizer Staatsrechtlers, Politikers, Publizisten und Nationalökonomen Karl Ludwig von Haller, dessen Hauptwerk Die Restauration der Staatswissenschaften (1816–1834) für die Epoche der Restauration namensgebend wurde.
Zu Albrecht von Hallers Nachfahren gehörte der Musikwissenschaftler Kurt von Fischer.

### Studium, Forschung und Arbeiten
Haller studierte ab 1723 Naturwissenschaften und Medizin an der Universität Tübingen, unter anderem bei Elias Camerarius. 1725 reiste er nach Holland und wurde 1727 an der Universität Leiden bei seinem akademischen Lehrer Herman Boerhaave promoviert. In England und Frankreich liess Haller sich an angesehenen Lehranstalten und Spitälern weiter ausbilden und kehrte 1728 in die Schweiz zurück, um an der Universität Basel Mathematik und Botanik zu studieren. Ab 1729 arbeitete er als praktischer Arzt in Bern, erhielt 1734 die Stelle eines Stadtarztes und wurde 1735 Leiter der Bibliothek in Bern. 1736 wechselte Haller ins Kurfürstentum Braunschweig-Lüneburg an die kurz zuvor gegründete Universität Göttingen auf den Lehrstuhl für Anatomie, Chirurgie und Botanik. Er legte dort 1738 ein Anatomisches Theater, ein Jahr später einen botanischen Garten an und baute eine Sammlung für ein anatomisches «Cabinet» auf. Er holte an diese neuen Einrichtungen seinen Schüler Johann Jacob Huber von Basel nach Göttingen. Haller wurde zum Ehrendoktor sowie zum Leibarzt Georgs II. ernannt. Berufungen nach Utrecht und Oxford lehnte Haller ab. Kaiser Franz I. erhob ihn 1749 in den erblichen Adelsstand.
1747 übernahm er die Leitung der Göttingischen Zeitungen von gelehrten Sachen, eine Berufung nach Berlin lehnte er ab. In diese Zeit fällt auch seine berühmt-berüchtigte querelle mit dem französischen Kollegen Julien Offray de La Mettrie (s. Lit.). 1751 gründete er die evangelisch-reformierte Gemeinde Göttingen zusammen mit 40 weiteren Personen. Haller kümmerte sich auch um den Bau der Kirche der reformierten Gemeinde, die Bauarbeiten waren am 11. November 1753 abgeschlossen. Den ersten Pfarrer der Kirche brachte Haller als Dozenten der Philosophie an der Universität Göttingen unter. Haller setzte seine Autorität als Naturforscher dafür ein, die christliche Religion gegen mancherlei Kritik von Voltaire zu verteidigen. Am 10. Januar 1750 wurde er mit dem akademischen Beinamen Herophilus III. zum Mitglied (Matrikel-Nr. 560) der Leopoldina gewählt.
Anfang 1752 erklärte Haller sich bereit, die Direktion der ersten Forschungsreise eines Deutschen, Christlob Mylius, nach Amerika zu übernehmen. Mit dem naturwissenschaftlichen Autodidakten Mylius stand er ab Januar 1751 im Briefwechsel. Die Idee zu dieser Reise über Suriname und Britisch-Nordamerika entstand in der Königlich-Preussischen Akademie der Wissenschaften zu Berlin. Haller änderte das Reiseziel auf Eben-Ezer, Georgia, wo er deutsche Kontaktpersonen kannte. Die Finanzierung der Forschungsreise sollte durch eine Vielzahl von Sponsoren sichergestellt werden, zu deren Einwerben auch der Reisende selbst beitragen musste. Haller, der als Präsident der Akademie der Wissenschaften zu Göttingen die Reise zu einem Projekt der Akademie machte und dafür Mylius zu einem korrespondierenden Akademiemitglied ernannte, lehnte eine Grossspende aus dem Hause Österreich durch Gerard van Swieten ab, sodass die Finanzierung der Reise fragil blieb. Darüber hinaus gab es organisatorische Probleme (kurzfristige Änderungen der Reiseroute, Verzögerungen bei Geld- und Postübergaben). Wegen privater Angelegenheiten musste Haller überstürzt nach Bern abreisen, bevor Mylius ihn in Göttingen treffen konnte. Mylius sendete zwar druckreife Aufsätze, Übersetzungen und Präparate an Haller und dessen Vertreter Samuel Christian Hollmann, dennoch warf Haller ihm wiederholt Reiseverzögerung und Geldverschwendung vor. Die Forschungsreise scheiterte schliesslich mit Mylius’ Tod am 6. März 1754 nach schwerer Krankheit in London.
In Bern bekleidete Albrecht von Haller ab 1753 die Stelle eines Rathausamtmanns, wurde 1754 Schulrat, 1755 Vorsteher des Waisenhauses. Nach Ablauf seiner Amtszeit wurde er 1758 Direktor der Salzbergwerke von Roche. Den ihm angebotenen Posten eines Kanzlers in Göttingen lehnte er nach heftigem Widerstand seiner Familie ab. Seine letzten Jahre waren durch Krankheit geprägt.

## Leistungen

### Wissenschaft

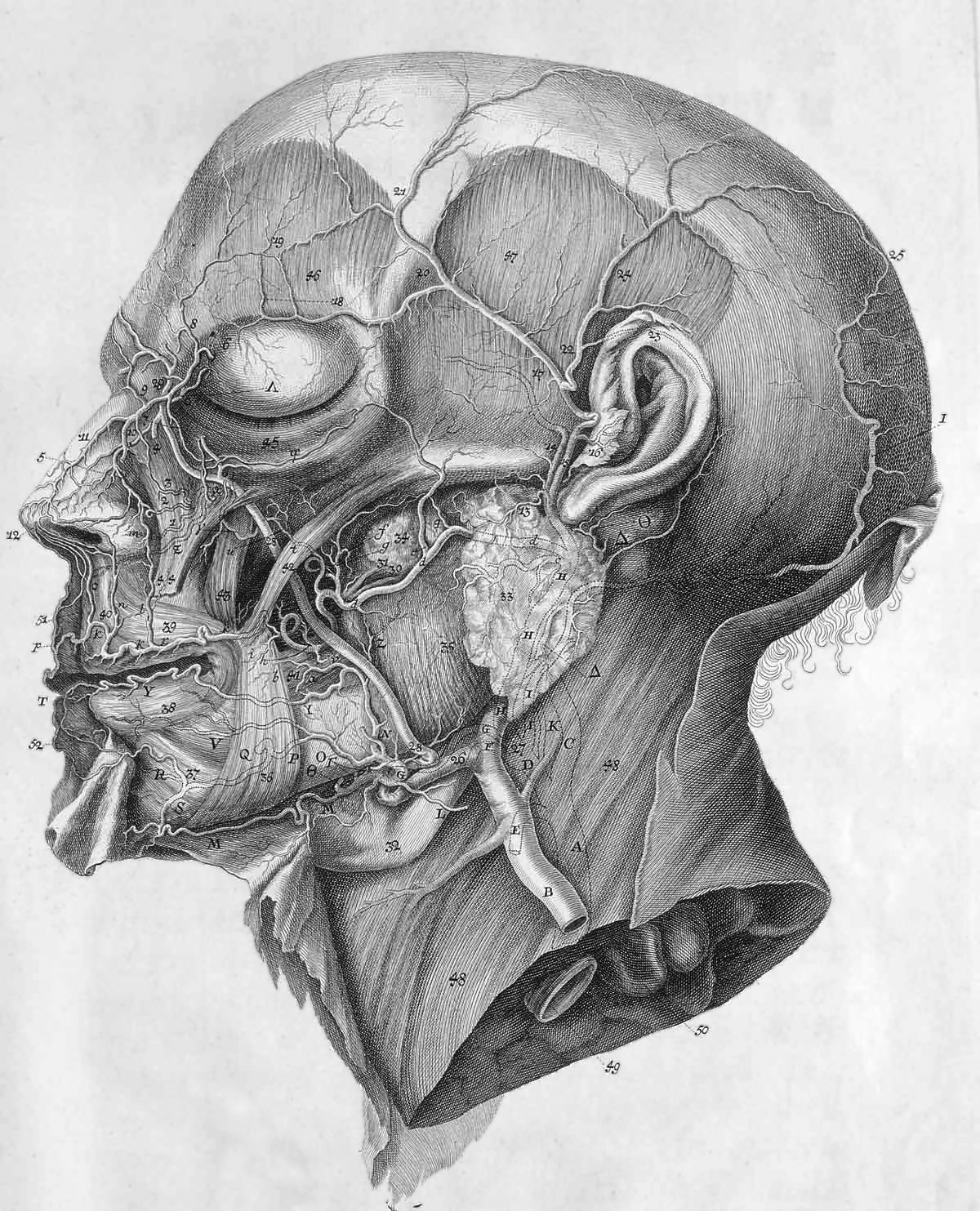
Illustration von Christian Jeremias Rollin in Hallers Werk Icones anatomicae

Hallers Bedeutung in der Geschichte der Medizin liegt vor allem in seiner Rolle als anatomischer Wissenschaftler begründet. Die Anatomie bildete für ihn auch Grundlage der Physiologie, die er als Anatomia animata ansah. Durch die Präparation von nahezu 400 Leichen gelang es ihm, in vorher unerreichter Vollkommenheit den Verlauf der Arterien im menschlichen Körper darzustellen. Weitere Studien galten der Strömung des Blutes, dem Aufbau des Knochens und der Embryonalentwicklung. Die systematische Durchführung und Publikation zahlreicher Tierexperimente zur Bestimmung von Sensibilität und Irritabilität (Reizbarkeit) einzelner Körperteile, deren Ergebnisse eine europaweite Kontroverse und die Beschäftigung des Vitalismus mit dem dynamischen Prinzip der «Lebenskraft» auslösten, macht ihn ausserdem zum Begründer der modernen experimentellen Physiologie. Haller erkannte als Erster die Bedeutung der Blutgefässe für die Heilung von Knochenbrüchen durch experimentelle Untersuchung und beschrieb genauer als seine Vorgänger die bei Arteriosklerose in den Gefässen zu findenden und als Verhärtungen sichtbaren Veränderungen. Auch führte er Untersuchungen über den Herzklappenmechanismus, den Atmungsmechanismus und die Stimmbildung sowie die Resorption der Lymphgefässe und des Venensystems durch. Als Wissenschaftsorganisator machte er sich entscheidend verdient um die institutionelle Verwirklichung des Ideals von der Einheit von Forschung und Lehre durch seine Tätigkeit in der Göttinger Gesellschaft der Wissenschaften.
Mit den anatomischen Abbildungen in den Icones anatomicae von 1756 stellte er erstmals den Verlauf der Arterien im menschlichen Körper dar. Die Illustrationen zu diesem Werk stammen von Christian Jeremias Rollin.
In seinem achtbändigen Standardwerk Elementa physiologiae corporis humani (1757–1766), das bis ins 20. Jahrhundert hinein neue Auflagen erlebte, lieferte von Haller eine kritische Zusammenstellung des anatomisch-physiologischen Wissens seiner Zeit. Für das Yverdoner Institut und die Supplementbände der Pariser Encyclopédie verfasste Haller ca. 200 Lexikoneinträge von teilweise beträchtlicher Länge zu den Gebieten der Anatomie und Physiologie. Überdies legte er drei medizinische Fachbibliographien an, in denen das gesamte medizinische Schrifttum bis in seine Zeit verzeichnet und kritisch kommentiert war.
Er war zudem ein bedeutender Botaniker und Systematiker.

### Dichtung
Als Dichter trat Haller durch seine 1732 erstmals erschienene Gedichtsammlung Versuch Schweizerischer Gedichte hervor, in der sich das von Haller selbst auf 1729 datierte Gedicht Die Alpen befand. Es gab wohl keinen Dichter deutscher Zunge im 18. Jahrhundert, der dieses Gedicht nicht kannte. Vorbildcharakter in der Literatur der Aufklärungsepoche erlangten ausserdem seine philosophischen Lehrgedichte über religiöse, ethische und metaphysische Grundfragen der Zeit: Über den Ursprung des Übels und Unvollkommenes Gedicht über die Ewigkeit aus der erweiterten zweiten Auflage von 1734. Haller verfasste als Literaturkritiker während seines gesamten Lebens derart viele Rezensionen über zeitgenössische Werke, dass das Gerücht ging, er würde selbst auf dem Pferd noch lesen. Im Alter schrieb Haller eine Reihe politischer Romane, in denen er Grundmodelle staatlicher Ordnungsformen an historisch fernen Stoffen durchspielte.

## Nachlass

### Verbleib
Hallers Nachlass befindet sich in der Burgerbibliothek Bern. Seine etwa 15'000 Bände umfassende Privatbibliothek wurde nach seinem Tod von den Erben an Kaiser Joseph II. verkauft, der die Bände an Bibliotheken von Mailand, Padua und Pavia weitergab.

### Briefwechsel
Haller war einer der aktivsten Korrespondenten des 18. Jahrhunderts. Davon zeugen über 12'000 an ihn gerichtete und 17'000 von ihm geschriebene Briefe, die jenen Teil von Hallers Nachlass ausmachen, der heute in der Berner Burgerbibliothek aufbewahrt wird. Der Inhalt diente im Wesentlichen dem wissenschaftlichen Austausch, wie dies im 18. Jahrhundert von den Gelehrten allgemein gepflegt wurde. Zu nennen sind seine Briefe an Johannes Gessner, Charles Bonnet, Simon-Auguste Tissot, Eberhard Friedrich von Gemmingen, Horace-Bénédict de Saussure, Giovanni Battista Morgagni, Ignazio Somis (1718–1793), Carl von Linné, Christian Gottlob Heyne und Marc Antonio Caldani (1725–1813). Haller war sich der wissenschaftlichen Bedeutung seiner Briefsammlung bewusst. Er begann selbst zahlreiche seiner Briefe in lateinischer und deutscher Sprache in mehreren Bänden zu publizieren. Zahlreiche seiner Korrespondenzen waren schon von Anfang an auf eine spätere Publikation ausgerichtet. Zu Hallers Lebzeiten und auch seither wurden mehrere Korrespondenzen ediert.
Der Grossteil der Briefe an Haller befindet sich heute in der Burgerbibliothek Bern. Briefe von Haller selber sind wesentlich seltener zu finden und über Archive in ganz Europa zerstreut. Seit 2019 werden auf der Seite hallerNet nach und nach edierte Briefe, Digitalisate oder Transkriptionen aller Haller-Korrespondenzen online zur Verfügung gestellt. Derzeit liegen die Digitalisate der sich in Bern befindenden Briefe vor. Mittelfristig ist die Edition und Retroedition von 8000 Briefen geplant.

## Schriften (Auswahl)

### Wissenschaftliche Schriften
- als Hrsg.: Praelectiones academicae in proprias institutiones rei medicae. 7 Bände, 1739–1744.
- Enumeratio methodica stirpium Helvetiae indigenarum. Vandenhoek, Göttingen 1742, 2 Bände (Digitalisat ETH-Zürich Band I+II) (Digitalisat bsb Band I) (Digitalisat bsb Band II).
- Disputationes Anatomicae Selectae. 2 Bände. Göttingen 1746–1747.
- Primae lineae physiologiae. 1747 (online).
- Opuscula sua anatomica. De respiratione de monstris aliaque minora. 1751 (digitalisierte Ausgabe).
- De partibus corporis humani sensilibus et irritabilibus. 1752.
- Opuscula pathologica […]. Venedig 1755 (Digitalisat).
- Onomatologia medica completa oder Medicinisches Lexicon das alle Benennungen und Kunstwörter welche der Arzneywissenschaft und Apoteckerkunst eigen sind deutlich und vollständig erkläret […]. Gaumische Handlung, Ulm/Frankfurt am Main/Leipzig 1755 (digitalisierte Ausgabe der Universitäts- und Landesbibliothek Düsseldorf).
- Disputationes Chirurgicae Selectae. 5 Bände. Bousquet, Lausanne 1756.
- Elementa physiologiae corporis humani. 8 Bände. F. Grasset, Bern/Lausanne 1757–1766. Band 1 online, Band 2, Band 3, Band 4, Band 5, Band 6, Band 7, Band 8, Band 9, Band 10
  - Anfangsgründe der Phisiologie des menschlichen Körpers. Aus dem Lateinischen übersetzt von Johann Samuel Halle. 8 Bände. Berlin 1759–1776 (Band 1 als Digitalisat und Volltext im Deutschen Textarchiv, Band 2 als Digitalisat und Volltext im Deutschen Textarchiv, Band 3 als Digitalisat und Volltext im Deutschen Textarchiv, Band 5 als Digitalisat und Volltext im Deutschen Textarchiv).
- Onomatologia medica completa … oder Vollstaendiges Lexicon … der Naturgeschichte … (= Medicinisches Lexicon. III). Frankfurt am Main/Leipzig 1758, online.
- Alberti v. Haller […] Opera minora, emendata, aucta, et renovata. I: Anatomica. Ad partes corporis humani vitales, animales, naturales. Grasset, Lausanne 1762.
- Historia stirpium indigenarum Helvetiae inchoata. Bern 1768, 3 Bände (Digitalisat ETH-Zürich Band I, II und III).
- Bibliotheca botanica. Zürich 1771–1772 (doi:10.5962/bhl.title.9307).
- Bibliotheca anatomica. Zürich 1774–1777. Band 1 online, Band 2.
- Bibliotheca chirurgica. Bern/Basel 1774–1775. Band 1 online, Band 2
- Joh. Scheuchzeri Agrostographia Sive Graminum, Juncorum, Cyperorum, Cyperoidum, Iisque Affinium Historia. Tiguri 1775 (Digitalisat).
- Onomatologia medico-chirurgica completa oder Medicinisches Lexicon […]. Ulm/Frankfurt am Main/Leipzig 1775 (digitalisierte Ausgabe der Bayerischen Staatsbibliothek).
- Bibliotheca medicinae practicae. Bern/Basel 1776–1788 (digitalisierte Ausgabe der Universidad Complutense de Madrid).
- Materia medica oder Geschichte der Arzneyen des Pflanzenreichs: aus von Hallers Beschreibung der schweizerischen Pflanzen gezogen … 2 Bände. Haug, Leipzig 1782 (digitalisierte Ausgabe der Universitäts- und Landesbibliothek Düsseldorf).
- Histoire des Plantes suisses ou Matiere médicale et de l’Usage économique des Plantes par M. Alb. de Haller … Traduit du Latin. 2 Bände. Soc. typ., Bern 1791 (digitalisierte Ausgabe der Universitäts- und Landesbibliothek Düsseldorf).
- Grundriß der Physiologie. Mit den Verbesserungen von Wrisberg, Sömmering und Meckel. Umgearbeitet von Heinrich Maria von Leveling. Teil 2. Erlangen 1796.

### Dichterische Werke
- Haller in Holland (Tagebuch 25. April 1725 – 23. Mai 1727). Het dagboek van Albrecht von Haller van zijn verblijf in Holland (1725–1727), ingeleid en geannoteerd door Dr G.A. Lindeboom. Uitgave van de Kon. Ned. Gist- en Spiritusfabriek N.V. te Delft, 1958.
- Gedanken über Vernunft, Aberglauben und Unglauben. 1729.
- Versuch Schweizerischer Gedichten. Bern 1732 (darin u. a. das Gedicht Die Alpen von 1729) online; «Zweyte, vermehrte und veränderte Auflage» u.d.T. Versuch von Schweizerischen Gedichten von 1734 (online, darin u. a. die Gedichte Über den Ursprung des Übels und Unvollkommenes Gedicht über die Ewigkeit); weitere Überarbeitungen mit jeder Auflage; klassisch geworden sind die Fassungen der «Neunten, rechtmäßigen, vermehrten und veränderten Auflage» u.d.T. Versuch Schweizerischer Gedichte von 1762 (online).
- Usong. Eine morgenländische Geschichte. 1771 (online).
  - Usong. Eine morgenländische Geschichte, in vier Büchern (= Bibliothek des Literarischen Vereins in Stuttgart Band 360). Herausgegeben und kommentiert von Christopher Meid. Anton Hiersemann Verlag, Stuttgart 2024, ISBN 978-3-7772-2338-4.
- Alfred, König der Angelsachsen. 1773 (online).
- Fabius und Cato. 1774 (online).
- Briefe über einige Einwürfe nochlebender Freygeister wieder die Offenbarung. 3 Teile, 1775–1777 (Band 1 online, Band 2, Band 3).

## Ehrungen

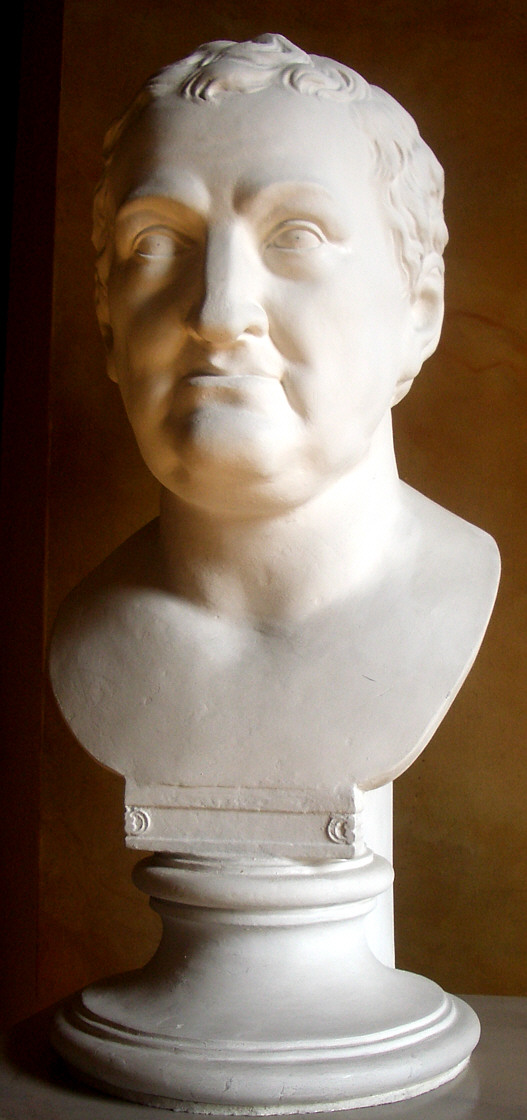
Albrecht von Haller, Büste in der Aula der Universität Göttingen

Haller erhielt sowohl zu seinen Lebzeiten als auch nach seinem Tod eine grosse Anzahl an Ehrungen und Auszeichnungen. Besonders in der Anatomie sind zahlreiche Fachbegriffe mit seinem Namen verbunden.

### Zu Lebzeiten
- 1749: Erhebung in den erblichen Adelsstand durch Kaiser Franz I.

### Nach seinem Tod
- Auf der 500-Franken-Banknote der Schweizerischen Nationalbank von 1976 (sechste Serie) ist Haller abgebildet.
- In Bern steht ein Attika-Standbild Hallers an der Fassade des Hauptgebäudes der Kantonalbank.
- Vor der Universität Bern steht auf der Grossen Schanze das am 16. Oktober 1908 eingeweihte Denkmal für Haller, geschaffen vom Bildhauer Hugo Siegwart.[27]
- Anlässlich des 300. Geburtstages von Albrecht von Haller brachte die Schweizerische Post im Frühling 2008 eine Sondermarke im Wert von 85 Rappen heraus. Darauf abgebildet sind vier Profilaufnahmen Hallers, drei Profile weisen auf Hallers Schaffen in der Medizin, Botanik und der Literatur hin. Das vierte (und vorderste) Profil zeigt eine bronzierte Gipsbüste von Albrecht von Haller.
- In Göttingen wurde das Institut für Pflanzenwissenschaften der Georg-August-Universität nach Albrecht von Haller benannt. Die Medizinische Fakultät der Universität vergibt die Albrecht-von-Haller-Medaille. In der Universitätsaula befindet sich eine Porträtbüste, ebenso im Alten Botanischen Garten.
- Die Universität Bern verleiht die Haller-Medaille als eine ihrer akademischen Ehrungen.
- Das Portrait von Haller ziert das Medaillon der goldenen Rektoratskette der Universität Bern.
- In der Walhalla bei Regensburg wurde eine Büste Hallers aufgestellt.
- Büste durch Theodor Wagner (1800–1880) um 1829 im Auftrag des Erbgrossherzogs von Oldenburg für die Grossherzogliche Bibliothek, heute in der Landesbibliothek Oldenburg.[28]
- 1894 wurde die Hallergasse in Wien nach ihm benannt.
- Halbwegs zwischen Münsingen und Wichtrach steht ein Gedenkstein in Erinnerung an Haller.
- Die Studentenverbindung Halleriana Bernensis hat sich zu Ehren Hallers nach ihm benannt.

### Namen und Fachbegriffe

#### Anatomie
- Hallerscher Gefässkranz, Circulus arteriosus (vasculosus) nervi optici: Der Arterienring um die Eintrittsstelle des Sehnerven in den Augapfel, der von den Aa. ciliares posteriores gespeist wird. Die Gefässe treten in den Augapfel über und bilden in der Aderhaut die Haller-Schicht (Lamina vasculosa). Die Entdeckung des Circulus arteriosus nervi optici wird auch dem Göttinger Augenarzt Johann Gottfried Zinn (1727–1759) zugeschrieben. Die Priorität ist schwer zu entscheiden, da sich die Lebenszeiten beider Forscher überlappen. Zinn dürfte seine Beobachtungen 1753 bis 1755 gemacht haben und damit möglicherweise früher als Haller.
- Tripus Halleri: Die Aufteilung des arteriellen Truncus coeliacus in seine drei Äste: A. hepatica communis, A. splenica (seu lienalis), A. gastrica sinistra.
- Ansa Halleri: Anastomose des Nervus glossopharyngeus mit dem Nervus facialis. Was Haller seinerzeit nicht wissen konnte, es geht bei dieser Anastomose um die parasympathische Innervation der Ohrspeicheldrüse. Die Fasern vom Nucleus salivatorius inferior ziehen via N. glossopharyngeus, Plexus tympanicus, N. petrosus minor zum Ganglion oticum, wo sie auf ihr zweites Neuron umgeschaltet werden. Die postganglionären parasympathischen Fasern legen sich dem N. auriculotemporalis des N. mandibularis (3. Trigeminusast) an und gelangen mit ihm zur Gegend vor dem Ohr, wo sie mit dem Plexus parotideus des N. facialis anastomosieren.
- Ansa Haller-Sappey: Anastomose des Nervus glossopharyngeus mit dem Ramus auricularis des Nervus vagus für die sensible Innervation des äusseren Gehörganges.
- Arcus lumbocostalis medialis et lateralis seu Ligamentum arcuatum internum et externum diaphragmatis Halleri: Die Psoasarkade und die Quadratusarkade, die gemeinsam das Crus laterale der Pars lumbalis des Zwerchfells bilden.
- A. abdominalis subcutanea von Haller: Heute Arteria epigastrica superficialis.
- A. alaris Halleri seu alaris glandulosa axillaris seu alaris thoracica: Arterienast für Haut und Lymphknoten der Achselhöhle. Sie wird in modernen Anatomiebüchern nicht mehr aufgeführt und müsste ein heute unbenannter Ast der A. thoracica superior oder der A. thoracica lateralis sein.
- Circulus callosus Halleri: Der Anulus fibrosus cordis, das bindegewebige Herzskelett an der Grenze zwischen Vorkammern und Kammern des Herzen für die Anheftung der beiden Segelklappen.
- Circulus venosus mamillae Halleri: Das Venengeflecht um die Brustwarze.
- Coni vasculosi Halleri: Hierunter verstand Haller nicht nur die Coni vasculosi sensu stricto (die Ductuli efferentes im Nebenhodenkopf), sondern alle Tubuli im Hoden.
- Fretum Halleri: Die Engstelle zwischen dem embryonalen Herzen und dem Bulbus aortae, wo sich später die Taschen der Aortenklappe entwickeln.
- Glandulae Halleri: Solitäre Lymphfollikel im Darm.
- Habenula Halleri: Der rudimentäre Processus vaginalis des Bauchfells. Der Processus vaginalis ist eine Aussackung des Bauchfells durch den Leistenkanal. Beim Mann wird sein distales Ende zum Cavum serosum scroti, das den Hoden nach dessen Abstieg enthält. Der proximale Teil des Processus vaginalis obliteriert und bildet sich in der Regel zurück. Wenn er persistiert, kann er den Bruchsack für angeborene Leistenbrüche abgeben. Bei der Frau bildet sich in der Regel der gesamte Processus vaginalis zurück. Persistiert er, heisst er Diverticulum Nucki nach dem Leidener Anatom Anton Nuck (1650–1692).
- Ligamentum colicum Halleri: Der rechte Teil des Lig. gastrocolicum, also ein Teil des grossen Netzes (Omentum majus).
- Pons hepaticus Halleri: Eine funktionell unbedeutende, fakultative Brücke aus Lebergewebe über dem Mündungsabschnitt des Lig. teres hepatis.
- Rete vasculosum testis (v. Haller): Das Rete testis im Mediastinum testis (Hoden).
- Taenia semicircularis thalami (v. Haller): Eine Schicht im Corpus geniculatum laterale des Zwischenhirns.
- Vasa aberrantia Halleri: Bezeichnung für Ductuli efferentes, die als Urnierengänge persistieren, aber keinen Anschluss an den Wolff-Gang (Urnierenkanal, später Nebenhodengang) finden.
- Velum plexus chorioidei interpositum Halleri: Die Tela chorioidea im dritten Hirnventrikel des Zwischenhirns.
- Haller Blindsack: Sinus obliquus pericardii im Herzen.
- Haller Hernie: Hernia vaginalis. Sehr seltene Hernie durch das Gefüge des Beckenbodens.

#### Botanik
- Die Gattung Halleria L. der Pflanzenfamilie der Stilbaceae wurde zu Ehren Hallers benannt.

#### Astronomie
- Der Asteroid (1308) Halleria wurde nach Haller benannt.

#### Geographie
- Die Haller Rocks, eine Gruppe von Rifffelsen im antarktischen Palmer-Archipel, tragen seit 1960 seinen Namen.